# Unificación de Samoa

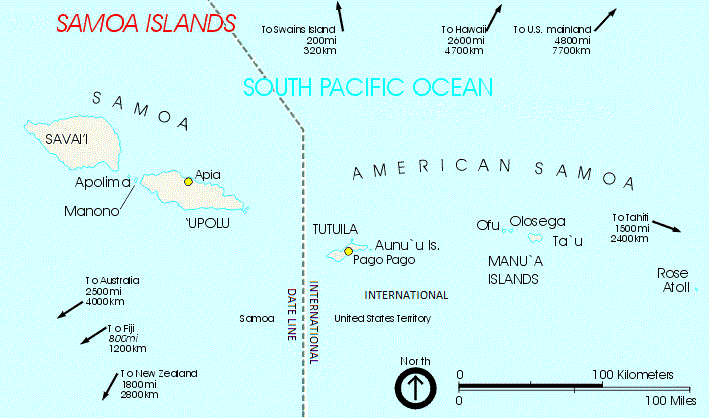
Mapa del archipiélago de Samoa: Samoa en el oeste y el territorio estadounidense en el este.

La unión política entre el Estado Independiente de Samoa (anteriormente conocido como Samoa Occidental) y la Samoa Estadounidense (un territorio de Estados Unidos, también conocido como Samoa Oriental), ambos parte del archipiélago de Samoa (antiguamente conocido como las islas de los Navegadores), ha sido propuesta desde que se estableció su estado actual en la primera mitad del siglo XX bajo la Convención Tripartita, e incluso antes: en 1919, Samoa Occidental expresó su deseo de unirse a la Samoa Estadounidense. Los pueblos de ambas Samoas comparten etnicidad, lengua y cultura,  pero sus islas han permanecido políticamente separadas. Las islas occidentales se incorporaron como Samoa Británica bajo la administración británica de 1920 a 1946 y bajo la administración de Nueva Zelanda de 1946 a 1962. El Comité Consultivo Intersamoano se estableció en 1955 para promover la cooperación entre los dos.Richard Barrett Lowe , el gobernador de Samoa Americana de 1953 a 1956, dijo durante su mandato que se había decidido que la reunificación con Samoa Occidental no sería discutida por el Comité.En 1969, una comisión política en Samoa Americana rechazó una propuesta de unificación con Samoa Occidental.